# فيرورق
فيرورق (بالفارسية: فیرورق) هي مدينة تقع في إيران في قسم. يقدر عدد سكانها بـ 7,903 نسمة .